# 萨利尔斯维尔 (肯塔基州)
萨利尔斯维尔（英語：Salyersville），是美国肯塔基州的一座城市。建立于1861年，面积约为6.5平方公里（2.5平方英里）。根据2010年美国人口普查，该市的人口为1,883人。